# Relikvijar
Relikvijar ili moćnik je škrinja ili predmet za čuvanje relikvije. U kršćanstvu relikvijari postoje od 4. stoljeća. Relikvijar je spremnica gdje se čuva ili izlaže ostatke kostiju, odjeće ili predmeta u svezi s pojedinim svetcima ili kakve druge svete moći.
Relikvijari postoje i u budizmu, islamu, hinduizmu i drugim religijama. 
Relikvijari su ponekad pozlaćeni i bogato ukrašeni. Zato imaju često veliku umjetničku vrijednost. Često su od plemenitih kovina kao zlata ili srebra, zatim kristala, bjelokosti no mogu biti i od drva.
Obično su oblika tijela čije ostatke čuva: brahijarij je relikvijar u obliku ljudske ruke. 
Mogu biti u obliku križa kad se radi o ostatcima Kristova križa, zatim arhitektonskih oblika poput kuće, crkve, oblika pokaznice i dr.

## Vanjske poveznice
- riznica Zagrebacke Katedrale  Arhivirana inačica izvorne stranice od 23. lipnja 2009. (Wayback Machine)
- glas-koncila[neaktivna poveznica]